# 구골

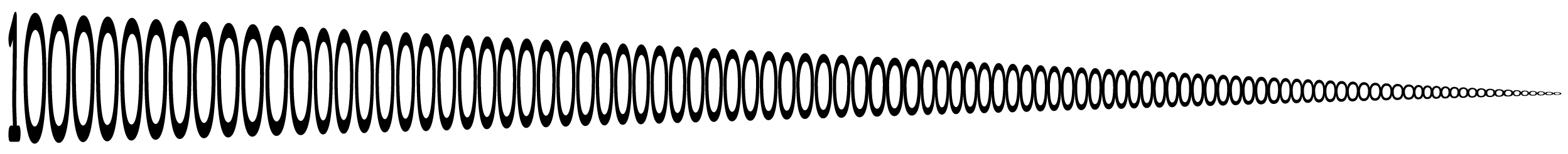

구골(googol)은 10의 100제곱을 가리키는 숫자이다. 즉 1 뒤에 0이 백 개 달린 수이다. 구골은 관측 가능한 우주의 모든 소립자의 개수(약 10^80개)보다 더 많다.
{\displaystyle 1googol} = {\displaystyle 10^{100}} = 10,000,000,000,000,000,000,000,000,000,000,000,000,000,000,000,000,000,000,000,000,000,000,000,000,000,000,000,000,000,000,000,000,000
이 수의 이름은 1920년 미국의 수학자 에드워드 캐스너(Edward Kasner)의 9살짜리 조카 밀턴 시로타(Milton Sirotta)에게서 지어졌다. 캐스너는 이 개념을 저서 《Mathematics and the Imagination》(수학과 상상)에 수록했다.
이 수의 학문적 중요성은 그리 크지 않고 주로 수학 수업에서 거론될 뿐이다. 캐스너는 이 수를 매우 큰 수와 무한대의 차이를 보이기 위해 고안했다. 칼 세이건은 그의 저서 '코스모스'에서 마치 무한대처럼 느껴지는 우주의 크기를 무한대와 비교하기 위하여 구골보다도 더 큰 수인 구골플렉스(역시 밀턴 시로타가 명명)를 활용하여 "구골플렉스와 1이 무한대보다 작은 정도는 서로 정확히 같다."라고 했다. 그리고 구골은 무량대수보다 더 큰 수이다. 구골은 1뒤에 0이 100개 있어서, 10의 100제곱이다.

## 구골에서 유래한 수
구골플렉스(googolplex)10의 구골제곱이다.
{\displaystyle 1googolplex} = {\displaystyle 10^{10^{100}}} = 1010,000,000,000,000,000,000,000,000,000,000,000,000,000,000,000,000,000,000,000,000,000,000,000,000,000,000,000,000,000,000,000,000,000
구골플렉시안(googolplexian)10의 구골플렉스 제곱(10구골플렉스)이다. 1 다음에 0이 구골플렉스 개 붙는다.({\displaystyle 10^{10^{10^{100}}}})
{\displaystyle 1googolplexian} = {\displaystyle 10^{10^{10^{100}}}} = 101010,000,000,000,000,000,000,000,000,000,000,000,000,000,000,000,000,000,000,000,000,000,000,000,000,000,000,000,000,000,000,000,000,000

## 회사명 구글의 유래
인터넷 검색엔진 업체 구글(Google)은 처음에 구골(Googol)로 등록하려다가 실수로 사명을 잘못 표기한 것에서 구글로 등록하여 지금까지 쓰이고 있다.
마운틴 뷰에 있는 구글 본사도 구골플렉스를 변형시켜 구글플렉스라고 부른다.

## 같이 보기
- 구골플렉스
- 그레이엄 수: 수학적 의미가 있는 수 중에서 가장 큰 수. 너무 거대해서 지수표기로 나타낼 수 없다.(커누스 표기법 참고.)
- 무한